# Цюррер, Мартин
Ма́ртин Цю́ррер (нем. Martin Zürrer) — швейцарский кёрлингист и тренер по кёрлингу.
В составе мужской сборной Швейцарии дважды бронзовый призёр чемпионатов мира и бронзовый призёр чемпионата Европы. В составе мужской сборной ветеранов Швейцарии участник чемпионата мира 2015.
Играет на позиции второго.

## Достижения
- Чемпионат мира по кёрлингу среди мужчин: бронза (1993, 1994).
- Чемпионат Европы по кёрлингу: бронза (1988).
- Чемпионат Швейцарии по кёрлингу среди мужчин: бронза (1987, 2018).
- Чемпионат Швейцарии по кёрлингу среди ветеранов: золото (2014, 2018), серебро (2022).

## Команды
| Сезон   | Четвёртый        | Третий                                 | Второй              | Первый        | Запасной                                                            | Турниры            |
| ------- | ---------------- | -------------------------------------- | ------------------- | ------------- | ------------------------------------------------------------------- | ------------------ |
| 1986—87 | Петер Аттингер   | Вернер Аттингер                        | Мартин Цюррер       | Курт Аттингер |                                                                     | ЧШМ 1987           |
| 1988—89 | Бернард Аттингер | Вернер Аттингер                        | Мартин Цюррер       | Marcel Senn   |                                                                     | ЧЕ 1988            |
| 1992—93 | Дитер Вюст       | Йенс Писберген                         | Петер Грендельмейер | Симон Рот     | Мартин Цюррер                                                       | ЧМ 1993            |
| 1993—94 | Маркус Эгглер    | Фредерик Жан (ЧШМ) Доминик Андрес (ЧМ) | Штефан Хофер        | Бьорн Шрёдер  | Мартин Цюррер                                                       | ЧМ 1994            |
| 2017—18 | Ив Хесс          | Rainer Kobler                          | Michael Müller      | Fabian Schmid | Кевин Вундерлин, Мартин Цюррер тренеры: Мартин Цюррер, Peter Studer | ЧШМ 2018           |
| 2017—18 | Дитер Вюст       | Йенс Писберген                         | Мартин Цюррер       | Marc Syfrig   | Ernst Erb тренер: Ernst Erb                                         | ЧМВ 2018 (5 место) |
| 2018—19 | Дитер Вюст       | Йенс Писберген                         | Мартин Цюррер       | Marc Syfrig   |                                                                     | [ 4 ]              |

(скипы выделены полужирным шрифтом)

## Результаты как тренера национальных сборных
| Год  | Турнир                                          | Сборная                   | Место |
| ---- | ----------------------------------------------- | ------------------------- | ----- |
| 2009 | Кёрлинг на зимней Универсиаде 2009              | Швейцария (мужчины)       | 5     |
| 2025 | Чемпионат мира по кёрлингу среди ветеранов 2025 | Швейцария (ветераны муж.) | 5     |